# Kroktjärnen (Degerfors socken, Västerbotten, 717156-168053)
Kroktjärnen är en sjö i Vindelns kommun i Västerbotten och ingår i Sävaråns huvudavrinningsområde.